# Steinfalk
Der Steinfalk (auch Steinspitze oder südlicher Falk) ist ein 2347 m ü. A. hoher Berg im Karwendel in Tirol. Der Gipfel ist von der Eng (1227 m ü. A.) über die Falkenhütte (1848 m ü. A.) und das Ladizjöchl als anspruchsvolle Bergtour erreichbar (Stellen I). Es ist der einzige höhere Gipfel der Falkengruppe, der relativ leicht zu erreichen ist.